# Governo Real do Laos no Exílio
O Governo Real do Laos no Exílio (em laociano:  ຣັຖບາລລາວ ປະຈໍາລາວ; RLGE) é um governo no exílio que se opõe à República Democrática Popular do Laos, estabelecida em 6 de maio de 2003, e busca reinstalar uma monarquia constitucional no Laos. A RLGE também procura acabar com o que considera a vietnamização do Laos e o Tratado especial de Irmandade Lao-Vietnamita.  Atualmente é chefiado pelo primeiro-ministro Khamphoui Sisavatdy e pelo rei Soulivong Savang.

## Organização
O Governo Real do Laos no Exílio afirma ser um governo democrático interino composto por oitenta representantes de organizações e associações políticas do Laos eleitos pelo povo do Laos dentro e fora do Laos. O Governo Real do Laos no Exílio é presidido pelo Professor Khamphoui Sisavatdy,  que afirma ter servido anteriormente no antigo Governo Real do Laos sob Sua Majestade o Rei Savang Vatthana do Laos como Deputado na Assembleia Nacional e foi Professor de História do Laos em Universidade Sisavangvong. Em 1972, ele viajou para os Estados Unidos com uma delegação do Laos para falar com o secretário de Estado Henry Kissinger sobre uma série de propostas de tratados da Convenção de Genebra.
O Conselho Político Nacional Supremo no Exílio é supostamente presidido por SE Phraya Sithidej (Sithat Sithibourn), ex-governador do Laos, ex-congressista do Laos e ex-presidente da Comissão Política e Jurídica do Parlamento Nacional do Laos.
As Forças Reais de Defesa do Laos sob a RLGE afirmam ser lideradas pelo General Saveng Vongsavath, ex-coronel do Exército Real do Laos e comandante militar da Frente Popular de Libertação Nacional do Laos (LPNLF).  
Supostamente, o único membro da família real do Laos que ocupou um cargo dentro da RLGE é o Brigadeiro-General Sua Alteza Príncipe (Sadu Chao Jaya) Muni Varman Kindama Varman [Monivong Kindavong]. Foi Vice-Presidente do Conselho Político Nacional Supremo no Exílio até sua morte em 2004. Sua Alteza Príncipe Monivong Kindavong nasceu em 1928, recebeu educação na École des Officiers d'Applications (EOA), em 1973 foi promovido a Brigadeiro-General do Exército Real do Laos. O pai de Sua Alteza o Príncipe Monivong Kindavong é Sua Alteza o Príncipe (Sadu Chao Jaya) Kindama Varman [Kindavong], que foi Delegado para o Alto Laos e representante de Sua Majestade o Rei junto ao Governo Provisório da França em 1946. Sua Alteza o Príncipe Kindavong serviu como Primeiro Ministro de 23 de abril de 1946 até 15 de março de 1947 e como Ministro de Estado de 1947 a 1948. Sua Santidade o Príncipe Kindavong é filho de Sua Alteza o Príncipe Chao Maha Oupahat Bounkhong, o último Vice-Rei de Luang Prabang e sobrinho do Rei Sisavang Vong. Sua Santidade o Príncipe Kindavong também é meio-irmão mais novo de Sua Santidade o Príncipe Phetsarath Ratanavongsa, que foi primeiro-ministro do Laos de 1942 a 1945, e o primeiro e último vice-rei do Reino do Laos e irmão de Sua Alteza o Príncipe Souvanna Phouma, um Primeiro Ministro do Reino do Laos várias vezes de 1951–1954, 1956–1958, 1960 e 1962–1975.

## História

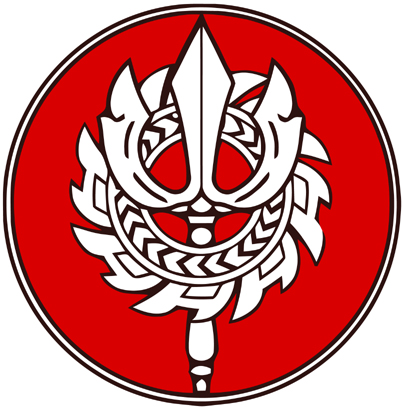
Emblema das Forças Reais de Defesa do Laos

O Governo Real do Laos no Exílio (RLGE) teria sido proclamado em 6 de maio de 2003, segundo o próprio. Em 16 de junho de 2003, com permissão do Secretário do Estado de Oregon, o Governo Real do Laos no Exílio foi constituído sob a Lei de Corporações Sem Fins Lucrativos de Oregon. Em 23 de junho de 2003, o RLGE assinou um acordo com o Governo Vietnamita Livre em Santa Ana, Califórnia, para unir os dois governos com o objetivo mútuo de lutar contra o Laos e o Vietnã. Em 25 de junho de 2003, o RLGE obteve audiência com o Secretariado das Nações Unidas na cidade de Nova York, seguida de audiência com o Departamento de Estado dos EUA em Washington, DC, em 26 de junho de 2003.
Em 5 de julho de 2003, a RLGE afirma que uma Conferência Ministerial de reforma foi realizada na cidade de Murfreesboro, Tennessee, EUA, para um anúncio oficial de suas políticas e agendas nacionais. A segunda reforma foi aprovada em 23 de março de 2004, em Las Vegas, Nevada, EUA, para o anúncio oficial da restauração e renascimento do Exército Nacional do Laos na mesma forma que era até 1975. A terceira reforma foi aprovada em 2 de setembro de 2004 na cidade de San Diego, Califórnia, EUA. A quarta reforma foi aprovada em 25 de março de 2005 na cidade de Sacramento, Califórnia, EUA. Nesta reunião, os membros da RLGE votaram em Sua Excelência Khamphoui Sisavatdy para continuar o seu mandato como Primeiro Ministro do Governo Real do Laos no Exílio. A quinta reforma foi aprovada em outubro de 2005 na cidade de Fresno, Califórnia. Nesta reunião, a RLGE decidiu aceitar a entrada da população da etnia Hmong na RLGE. A sexta reforma foi aprovada em 25 de setembro de 2010, na cidade de New Iberia, no estado de Louisiana. Nesta reunião, os membros da RLGE votaram em Sua Excelência Khamphoui Sisavatdy para continuar o seu mandato como Primeiro-Ministro do Governo Real do Laos no Exílio até que a Democracia do Laos seja restaurada. Nesta reunião a RLGE emitiu o comunicado público nº. PMO/060/2010 com base nas resoluções 240, 169, 309, 318, 204 do Congresso dos EUA e na Resolução do Parlamento Europeu sobre o Laos em 15 de fevereiro de 2002, e para observar os Acordos de Genebra de 1954 e 1962 sobre o Laos sob a condição real da época atual no Laos e também resolvendo os problemas do Laos de forma pacífica e política, nós, o povo nacionalista patriótico do Laos, gostaríamos de proclamar às comunidades internacionais e ao povo do Laos dentro e fora do Laos que o governo real do Laos foi restaurado e revivido para assumir total responsabilidade pelos assuntos do Laos, sob a liderança dos responsáveis pelo governo no exílio temporário. 

## Primeiro-ministro
| N° | Primeiro-ministro   | Posse             | Notas |
| -- | ------------------- | ----------------- | --- |
| 1  | Khamphoui Sisavatdy | 6 de maio de 2003 | 25 de março de 2005, na cidade de Sacramento, Califórnia, membros norte-americanos da RLGE votaram em Sua Excelência Khamphoui Sisavatdy para continuar seu mandato como Primeiro-Ministro do Governo Real do Laos no Exílio. 25 de setembro de 2010, na cidade de New Iberia, Louisiana, membros norte-americanos da RLGE votaram em Sua Excelência Khamphoui Sisavatdy para continuar seu mandato como Primeiro-Ministro do Governo Real do Laos no Exílio até que a Democracia do Laos seja restaurada. |

## Atividades recentes
- Kerry e Kay Danes são marido e mulher australianos que foram presos de forma polêmica e submetidos à violência física em 23 de dezembro de 2000 pelas autoridades do Laos. Os dinamarqueses foram detidos sem acusação num centro de detenção em Vientiane, Laos, durante seis meses, até que as acusações formais foram apresentadas em 13 de junho de 2001. De acordo com o Ministério dos Negócios Estrangeiros australiano, os dinamarqueses foram injustamente acusados pelos funcionários da Pathet Lao no Laos de peculato, destruição de provas e violação dos regulamentos fiscais do Laos. Em 28 de junho de 2001, os dinamarqueses foram levados ao Tribunal Municipal do Laos, em Vientiane, onde foram julgados por um juiz e um promotor nomeados por autoridades comunistas. A sentença já digitada foi proferida em 25 minutos. Considerados culpados, foram condenados a sete anos de prisão e ao pagamento de uma indemnização, o que levou à intervenção do Governo australiano. Em 6 de novembro de 2001, os dinamarqueses foram perdoados pelo Presidente do Laos. Após sua provação, Kay Danes tornou-se uma defensora dos direitos humanos e em 2012 foi nomeada finalista estadual Australiana do Ano. Após a sua libertação, Kay Danes foi convidada a falar no Fórum do Congresso dos EUA sobre o Laos em Washington, DC, na Câmara dos Representantes dos EUA e na Biblioteca do Congresso, onde testemunhou em 2002 e em numerosas ocasiões no Capitólio sobre violações dos direitos humanos. no Laos e a situação dos presos políticos e estrangeiros detidos pelo governo comunista do Laos. Os dinamarqueses foram nomeados Conselheiro Honorário do Gabinete Executivo do Primeiro Ministro, representando o Governo Real do Laos no Exílio. Ela foi uma força motriz por trás do estabelecimento do United Lao Action Center em Washington DC - para dar voz àqueles que buscam defender os direitos das vítimas de abusos dos direitos humanos e das vítimas de injustiça. Kay Danes fez lobby em vários fóruns do Congresso dos EUA para que os novos investidores estrangeiros que embarcam em novos empreendimentos comerciais no Laos tenham maior consideração, para evitar algumas das armadilhas de trabalhar num ambiente tão desafiador. Um dos muitos destaques da sua defesa foi envolver o governo dos EUA, em particular, o representante direto do presidente George Bush, num debate sobre o Acordo de Relações Comerciais Normalizadas entre os EUA e o Laos, insistindo em maiores proteções para os estrangeiros que investem no Laos, antes à sua implementação. O acordo NTR foi efetivamente adiado até que tais garantias pudessem ser dadas. [8]
- Nos últimos anos, o RLGE exigiu que as tropas vietnamitas retirassem as suas forças do Laos. Solicitaram também a confirmação desta retirada e que as tropas de manutenção da paz das Nações Unidas fossem mandatadas para entrar no Laos, a fim de garantir uma transição tranquila.
- 10 de agosto de 2004 Lowell, Massachusetts, EUA, tornou-se a primeira cidade do mundo a reconhecer oficialmente a bandeira do Reino do Laos como a bandeira da comunidade laosiana-americana de Lowell. [9]
- De 6 a 8 de fevereiro de 2006, Sua Excelência Khamphoui Sisavatdy foi convidado a ir a Washington, DC, para reuniões e discussões com funcionários do governo dos EUA. [10]
- O Governo Real do Laos no Exílio condena as eleições nacionais no Laos como uma "farsa". O presidente Sisavatdy apelou a uma mudança para um sistema de democracia mais liberal, com múltiplos partidos políticos. [11]
- Em 13 de outubro de 2011, o político australiano Chris Hayes expressou apoio na Câmara dos Representantes da Austrália ao Governo Real do Laos no Exílio. [12]
- Em 2014, a RLGE criou a Associação dos Enviados Extraordinários do Governo Real do Laos no Exílio em todo o mundo, que funciona como a principal instituição diplomática da RLGE, sob os auspícios do Registo de Transparência do Parlamento Europeu e da Comissão Europeia e com o apoio do Conselho da União Europeia. [13] [14]
- O Governo Real do Laos no Exílio afirma ter cerca de 900 combatentes anticomunistas povoando a região fronteiriça do Laos, Tailândia e Camboja. Isto, no entanto, não foi confirmado por nenhuma fonte independente.